# Acanthodactylus guineensis
Acanthodactylus guineensis (гвінейська гребнепала ящірка) — вид ящірок родини ящіркових (Lacertidae). Мешкає в Західній і Центральній Африці.

## Поширення і екологія
Гвінейські гребнепалі ящірки мешкають на південному сході Малі, в Буркіна-Фасо, на півночі Гани, Того і Беніну, і південному Нігері, Нігерії, Камеруні і Центральноафриканській Республіці. Вони живуть в саванах і рідколіссях Сахелю та в галерейних лісах.